# Petr Nemšovský
Petr Nemšovský (ur. 6 stycznia 1943 – zm. 11 maja 2020) – czeski lekkoatleta specjalizujący się w trójskoku oraz skoku w dal. W czasie swojej kariery startował w barwach Czechosłowacji.

## Sukcesy sportowe
- czterokrotny mistrz Czechosłowacji w trójskoku – 1965, 1966, 1967, 1969[2]
- halowy mistrz Czechosłowacji w skoku w dal –1969[3]
- wielokrotny rekordzista kraju w trójskoku[4]

| Rok  | Miasto   | Zawody                      | Konkurencja | Wynik         |
| ---- | -------- | --------------------------- | ----------- | ------------- |
| 1966 | Dortmund | europejskie igrzyska halowe | trójskok    | brązowy medal |
| 1967 | Praga    | europejskie igrzyska halowe | trójskok    | złoty medal   |

## Rekordy życiowe
- trójskok – 16,34 – Ostrawa 23/07/1967
- trójskok (hala) – 16,57 – Praga 12/03/1967